# Carlo Oriani
Pour les articles homonymes, voir Oriani.
Carlo Oriani (né le 5 novembre 1888 à Cinisello Balsamo, dans la province de Milan en Lombardie et mort le 3 décembre 1917 à Caserte) était un coureur cycliste italien. Professionnel de 1908 à 1915, il a notamment remporté le Tour de Lombardie en 1912 et le Tour d'Italie 1913. 

## Biographie
Engagé dans le corps des Bersaglieri durant la Première Guerre mondiale, Carlo Oriani est mort d'une pneumonie en 1917.

## Palmarès

### Palmarès année par année
- 1908
  - 3e de la Tre Coppe Parabiago
- 1909
  - 2e de la Coppa del Re
  - 5e du Tour d'Italie
- 1912
  - Tour de Lombardie
  - 3e du Circuito Emiliano-Lombardo

- 1913
  - Tour d'Italie

### Résultats sur le Tour d'Italie
- 1909 : 5e
- 1911 : 11e
- 1913 : Vainqueur, leader pendant 2 jours
- 1914 : abandon